# Heterogorgia operculata
Heterogorgia operculata är en korallart som beskrevs av Nutting 1910. Heterogorgia operculata ingår i släktet Heterogorgia och familjen Plexauridae. Inga underarter finns listade i Catalogue of Life.